# Sông Lol
Sông Lol là một dòng sông ở miền bắc Nam Sudan.

## Dòng chảy
Dòng sông này hình thành tại nơi hội tụ của sông Kuru và sông Magadhik ở Bắc Bahr el Ghazal. Nó chảy về phía đông, qua thành phố Aweil, và hợp lưu với sông Pongo ở bang Warrap. Sau đó sông Lol chảy về phía bắc để nhập với Bahr el-Arab.